# Ribspreader
Ribspreader es un grupo sueco de death metal. La banda fue formada el verano del 2002 por Rogga Johansson y Andreas Karlsson. Su primer álbum incluye a Dan Swanö en la batería y guitarra. La banda se separó con la salida de su segundo álbum al no poder encontrar un baterista adecuado. Recientemente se volvieron a juntar y planean grabar el álbum Serenity in Obscenity. 

## Discografía
- Ribspreader - Demo 2002 (demo)
- Bolted to the Cross (CD, 2004)
- Congregating the Sick (CD, 2005)
- Vicar Mortis (EP, 2006)
- Rotten Rhythms and Rancid Rants (Colección de arrogancia muerta)  (Compilación, 2006)
- The Monolith (EP, 2007)
- Opus Ribcage (CD, 2009)
- The Van Murders (CD, 2011)

## Miembros
- Rogga Johansson - Voces, Guitarra, Bajo (2002-2005, 2005-)
- Andreas Carlsson – Guitarra, Bajo (2002-2005)
- Dan Swanö – Batería, Guitarra (2003)
- Mattias Fiebig - Batería (2005)
- Patrik Halvarsson - Bajo (2002-2005)

- Datos: Q265334